# Pelikan australijski
Pelikan australijski (Pelecanus conspicillatus) – gatunek dużego ptaka z rodziny pelikanów (Pelecanidae). Zamieszkuje Australię i Tasmanię, poza sezonem lęgowym odwiedza także niektóre wyspy Oceanii i Indonezji. Nie jest zagrożony wyginięciem.

## Systematyka
Po raz pierwszy zgodnie z zasadami nazewnictwa binominalnego gatunek ten opisał w 1824 roku Coenraad Jacob Temminck. Autor nadał mu nazwę Pelecanus conspicillatus, która obowiązuje do tej pory. Do opisu dołączona była tablica barwna nr 276. Jako miejsce odłowu holotypu Temminck wskazał Australię; później uściślono, że była to Nowa Południowa Walia. Nie wyróżnia się podgatunków.

## Charakterystyka
Wygląd zewnętrznyDuży ptak o upierzeniu w przeważającej części białej, skrzydła są czarno-białe. Duży, różowy dziób; olbrzymi worek pod dziobem różowy, w szacie godowej – jasnoczerwony. Stare ptaki mają szary czub. U młodych ptaków skrzydła są koloru brązowego. Jest to jedyny pelikan w rejonie występowania i nie można go pomylić z żadnym innym ptakiem.
Rozmiarydługość ciała: ok. 160–180 cm, rozpiętość skrzydeł: ok. 230–250 cm, długość dzioba: 409–500 mm u samca, 346–408 mm u samicy
Masa ciałaok. 4–10 kg (samiec nieznacznie większy i cięższy od samicy)
ZachowaniePtaki towarzyskie – żerują, odpoczywają i gniazdują w koloniach. Dużo czasu spędzają pływając lub odpoczywając na brzegu. Są znakomitymi szybownikami. W Australii ich wędrówki zależą przede wszystkim od opadów deszczów; podobnie dopasowany jest do pór lęgowych.
Długość życiaOkoło 25 lat.

## Zasięg występowania
Zamieszkuje większość Australii i Tasmanię. Poza sezonem lęgowym odwiedza Nową Gwineę, Wyspy Salomona i niektóre wyspy Indonezji, niekiedy zalatuje też do Nowej Zelandii.

## Środowisko
Stojące i wolno płynące wody śródlądowe, ujścia rzek i przybrzeżne części morza. Przebywają też na jeziorach okresowych na obszarach suchych, na terenach podmokłych, a także wodach ze stosunkowo dużą zawartością soli. Unikają wody z gęstą roślinnością podwodną. Otoczenie zbiornika wodnego nie ma znaczenia – może być to las, łąka, tereny pustynne czy bagienne, park miejski lub krajobraz przemysłowy – pod warunkiem, że woda zapewnia wystarczającą ilość ryb. 

## Pożywienie
Polują głównie na ryby, również na skorupiaki, kijanki oraz małe i średniej wielkości zwierzęta wodne. Jadają także padlinę. W okresach niedoboru ryb obserwowano pelikany chwytające mewy i młode kaczki, mogą one też rabować zdobycz innym ptakom.
Podczas polowania płyną z lekko uniesionymi skrzydłami, zanurzają głowę w wodzie i wielkim dziobem nabierają ryby do worka skórnego na podgardlu. Pelikan pozbywa się wody z dzioba przez dociśnięcie go do szyi i piersi, następnie unosi dziób pionowo do góry i połyka pokarm. W razie potrzeby polują wspólnie, przeganiając ryby na płytką wodę.

## Lęgi

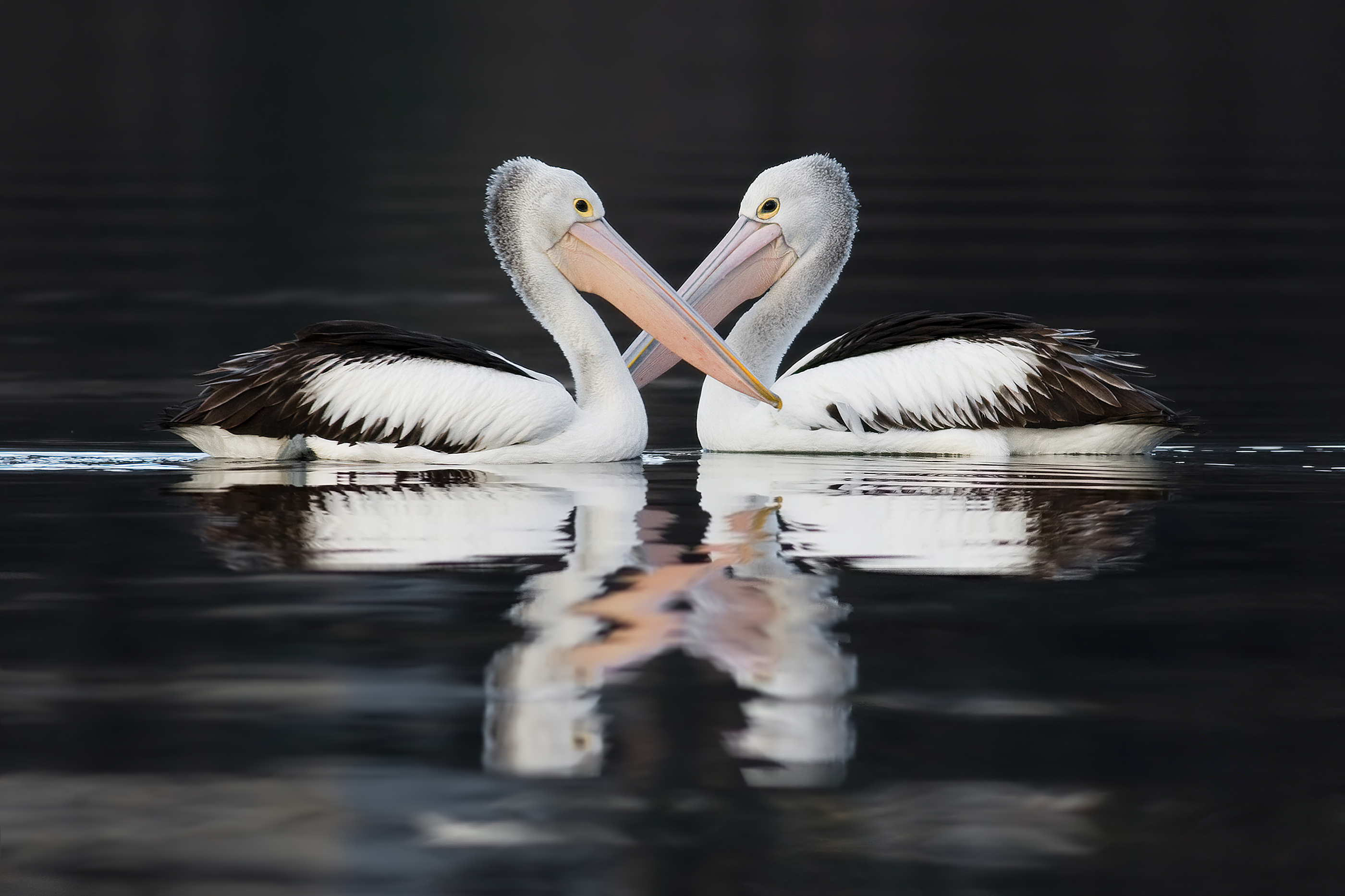

Zachowania godoweSamce tokują w grupach, kiwając na boki głową, kłapiąc dziobem i eksponując szkarłatny worek pod dziobem.
GniazdoBudują gniazda na gołym podłożu na płaskim brzegu, zwykle na wyspach, tworząc gęste kolonie. Są to płaskie, skąpo wyściełane zagłębienia lub niskie platformy zbudowane z materiału roślinnego.
Jaja i wysiadywanieSamica składa jedno lub dwa jaja (zwykle dwa). Rodzice wysiadują je nawzajem przez okres ok. 30 dni.
PisklętaSamiec i samica opiekują się młodymi, niemniej jednak po 25 dniach zostawiają je same w gnieździe. Młode karmione są prosto z wola nadtrawionymi rybami. Gdy są większe, pobierają pokarm same, wkładając głowę i szyję głęboko do gardzieli rodziców. Gdy pożywienia jest mało, młodsze pisklę często głoduje. W koloniach tworzą się „przedszkola”, lecz rodzice karmią tylko swoje młode. Pierwsze próby lotu odbywają się w wieku około 3 miesięcy.

## Status
IUCN uznaje pelikana australijskiego za gatunek najmniejszej troski (LC, Least Concern). BirdLife International ocenia trend liczebności populacji jako stabilny, choć fluktuujący.

## Galeria

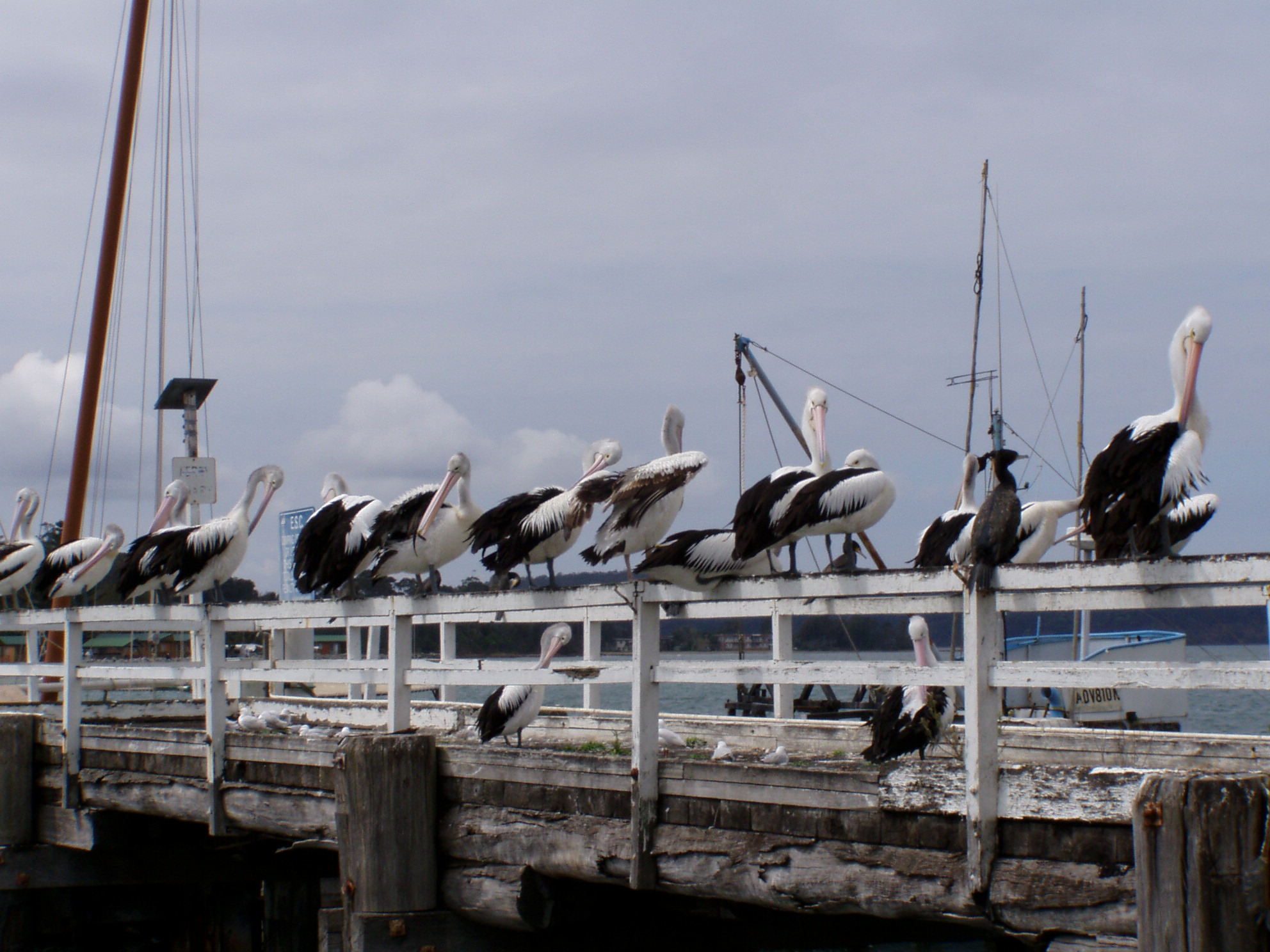
Stado pelikanów
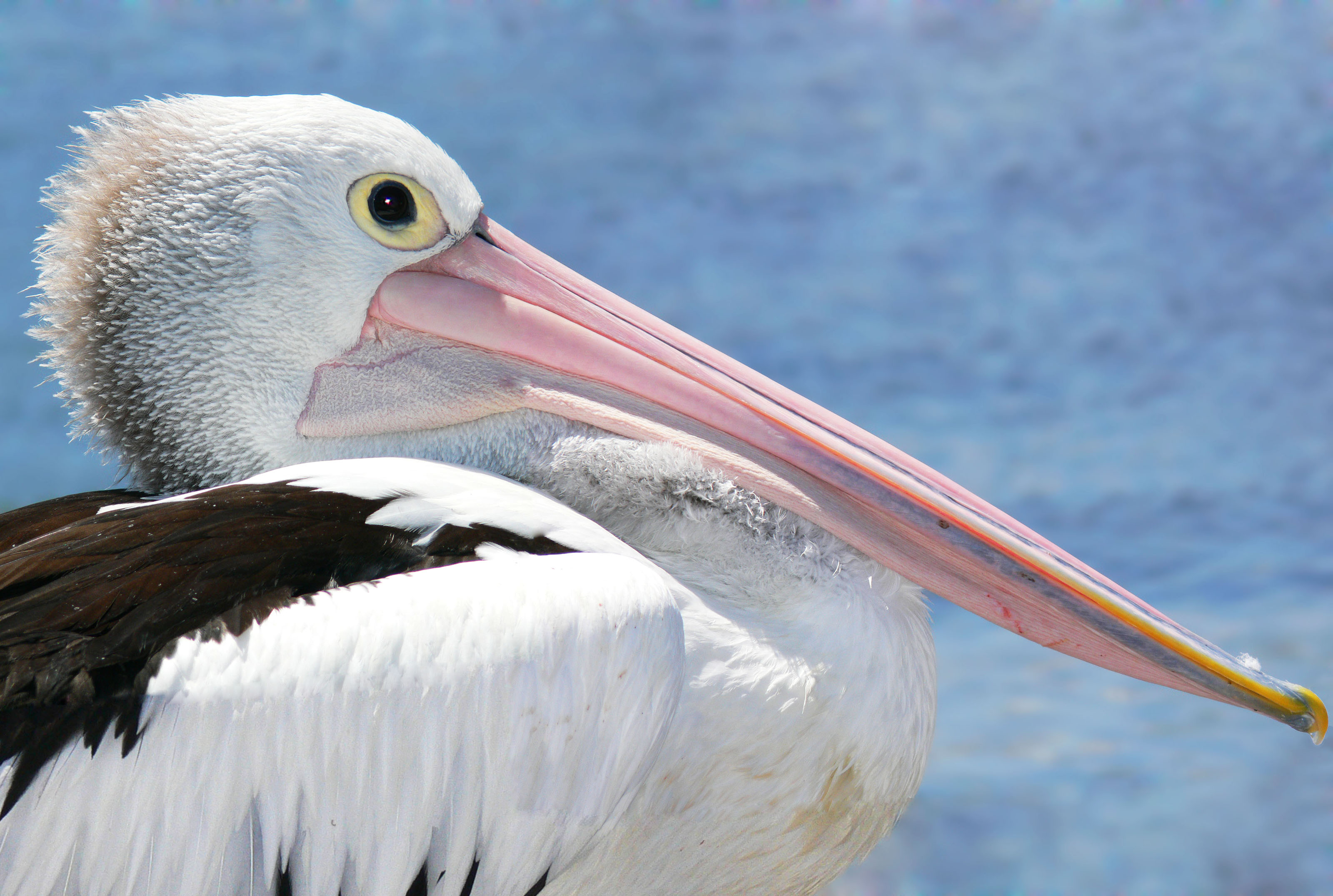
Głowa pelikana
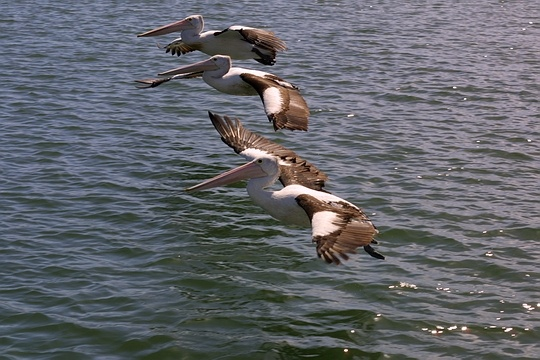
Lecące pelikany
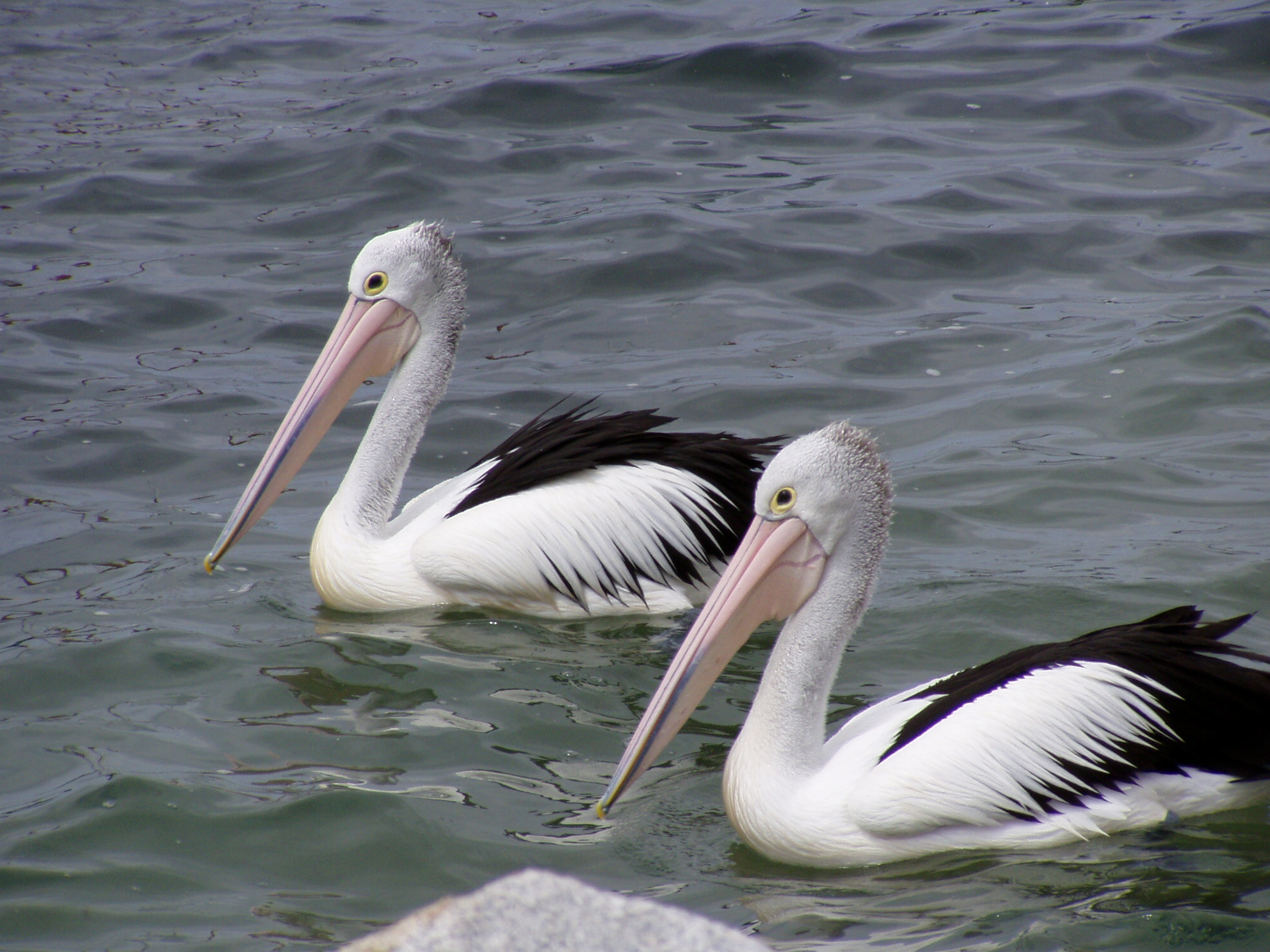
Para pelikanów